# Mairi Kalikathum
Mairi Kalikathum (nep. भैरी कालिकाथुम) – gaun wikas samiti w zachodniej części Nepalu w strefie Bheri w dystrykcie Dailekh. Według nepalskiego spisu powszechnego z 2011 roku liczył on 1054 gospodarstwa domowe i 5892 mieszkańców (2976 kobiet i 2916 mężczyzn).